# Ahez
Ahez é um grupo vocal bretão, composto por Marine Lavigne, Sterenn Diridollou e Sterenn Le Guillou.
A banda vai representar a França no Festival Eurovisão da Canção 2022, juntamente com Alvan.

## Discografia

### Singles
- "Let Me Follow" (2019)
- "Wouldn't That Be Nice" (2019)
- "I'm Not Alright" (2020)
- "Someone New" (2020)
- "Come Get Lost" (2021)
- "Fulenn" (com Alvan) (2022)